# Drôme Classic 2021
La 9e édition de la Drôme Classic (officiellement Royal Bernard Drôme Classic 2021) est une course cycliste masculine sur route qui a eu lieu en France le 28 février 2021. Elle fait partie du calendrier UCI ProSeries 2021 (deuxième niveau mondial) en catégorie 1.Pro.

## Présentation

### Parcours
Tout comme pour la Faun-Ardèche Classic, les coureurs ont affronté lors de cette course plusieurs boucles. Le départ a été donné à 12h pour 179,2 kilomètres et 2 422 mètres de dénivelé positif. La première boucle du parcours, au nord d'Eurre, est assez plate avec deux petites difficultés au programme : la côte de la Calendre (900 m à 6,7 %) et le mur d’Eurre (700 m m à 8,7 %). Les coureurs traversent les communes de Montmeyran et Étoile-sur-Rhône. La deuxième boucle est la même que la précédente, à l'exception de l’apparition du mur d’Allex (500 m m à 9,6 %). Enfin, une dernière boucle vallonnée de 70 kilomètres reste à parcourir.
Il y a huit difficultés dans cette dernière boucle. Après avoir quitté Eurre, il y a une longue portion montante de 3 kilomètres à 4 % suivie par une section plutôt descendante. En 15 kilomètres, les coureurs parcourent ensuite un redoutable enchaînement : le col du Devès (4,1 km à 4,5 %), le col de la Grande Limite (3,9 km à 6,7 %) et la côte des Roberts (1,5 km à 8,4 %). Enfin les 30 derniers kilomètres sont tout aussi vallonnés avec la côte de Grane (1 300 m à 6,1 %), le mur d’Allex, la côte de la Callandre et le mur d’Eurre, situé à quelques kilomètres de l'arrivée. Il s'agit donc d'une course taillée pour les puncheurs. L'arrivée était initialement prévue entre 16h15 et 16h45.
Au lendemain de la Faun-Ardèche Classic, les start lists des deux courses sont relativement les mêmes. Cette année, 17 nouveaux coureurs sont présents sur la Drôme Classic. On retrouve de très grands noms du cyclisme mondial, avec une armada Astana-Premier Tech avec le vainqueur du Critérium du Dauphiné 2019 Jakob Fuglsang, accompagné par le jeune prodige Russe Aleksandr Vlasov ou encore les Hispaniques Ion Izagirre et Omar Fraile. On retrouve bien évidemment le tenant du titre et favori du jour Simon Clarke de chez Qhubeka Assos. On retrouve quelques autres outsiders avec Rui Costa (UAE-Team Emirates), Andrea Bagioli (Deceuninck Quick-Step) ou encore Alberto Betiol (EF Education-Nippo).

### Récit de course
Contrairement à la veille sur la Faun-Ardèche Classic, le départ est très tranquille et une échappée de quatre hommes s'extirpe très vite du peloton. On y retrouve Yoann Paillot (St Michel-Auber 93), Samuel Leroux (Xelliss-Roubaix Lille Métropole), Mathijs Paasschens (Bingoal-WB) et Reto Müller (Swiss Racing Academy). L’échappée prend du large très rapidement et comptera plus de 9 minutes d'avance. Le peloton met du temps à réagir mais l'écart baisse petit à petit sous l'impulsion des EF Education-Nippo de Hugh Carthy, troisième la veille. La course se déroule ensuite tranquillement jusqu'au col de la Grande Limite, situé à un peu plus de 40 km de l'arrivée. Tout explose sur cette ascension : à l'avant, Yoann Paillot détache ses compagnons tandis que dans le peloton, c'est Simon Geschke qui tente de s'extirper sans succès car les Groupama FDJ impriment un énorme tempo. L’échappée finit par être reprise dans la difficulté suivante. Les Groupama FDJ continuent à imprimer un tempo d'enfer avec Bruno Armirail, avant que son leader David Gaudu place une offensive tranchante, seulement accompagné de Clément Champoussin (AG2R Citroën), Andrea Bagioli (Deceuninck - Quick Step) et Warren Barguil (Arkéa-Samsic). Dans la descente, Dries Devenyns fait le forcing pour revenir et profite d'une cassure créée par son coéquipier Bagioli pour prendre quelques mètres d'avance. Seulement, derrière, tout se regroupe et c'est Jakob Fuglsang (Astana Premier-Tech) qui accélère et ramène le peloton sur le Belge. Il reste environ quarante coureurs dans le peloton à une vingtaine de kilomètres de l'arrivée.
Rémi Cavagna (Deceuninck Quick-Step) profite d'un moment de flottement pour s'extirper. Derrière on a du mal à réagir et un groupe de contre-attaque se forme avec Warren Barguil (Arkéa-Samsic), Simon Clarke (EF Education-Nippo), Quinn Simmons (Trek-Segafredo) et Lorenzo Rota (Intermarché-Wanty-Gobert Matériaux) seulement. Dans les pourcentages terribles du mur d'Allex, seul Warren Barguil rattrape Cavagna mais pas pour longtemps car, de nouveau, le peloton revient. Tout reste à refaire. Les attaques se succèdent, mais personne ne parvient à faire la différence. Les Astana Premier-Tech tentent plusieurs fois de s'esseuler avec Jakob Fuglsang puis Aleksandr Vlasov. Le groupe de tête revient au pied de la dernière bosse du jour, le mur d'Eurre. Dans cette dernière difficulté, c'est finalement Andrea Bagioli qui place l'offensive décisive. David Gaudu tente de réagir mais semble un peu court. Bagioli creuse une faible avance mais, à l'arrière ça se regarde un peu trop, et l'italien creuse rapidement, jusqu'à 10 secondes d'avance. Au moment où le peloton réagit, il est trop tard et, devant, Andra Bagioli ne faiblit pas et s'impose. Derrière Daryl Impey (Israel Start-Up Nation), règle le sprint du peloton devant Mikkel Honoré (Deceuninck - Quick Step). Andrea Bagioli s'offre son premier bouquet de la saison et déjà la 6e victoire pour l'équipe Deceuninck Quick-Step.

## Classements

### Classement final
| \| Classement général \| Classement général \| Classement général \| Classement général \| Classement général \| \| Coureur \| Coureur \| Pays \| Équipe \| Temps \| \| ------------------ \| ------------------ \| ------------------ \| ---------------------- \| ------------------ \| \| 1er \| Andrea Bagioli \| Italie \| Deceuninck-Quick Step \| 4 h 23 min 18 s \| \| 2e \| Daryl Impey \| Afrique du Sud \| Israel Start-Up Nation \| + 11 s \| \| 3e \| Mikkel Honoré \| Danemark \| Deceuninck-Quick Step \| + 11 s \| \| 4e \| Julien Simon \| France \| Total Direct Énergie \| + 11 s \| \| 5e \| Simon Clarke \| Australie \| Qhubeka Assos \| + 11 s \| \| 6e \| Dorian Godon \| France \| AG2R Citroën Team \| + 11 s \| \| 7e \| Biniam Girmay \| Érythrée \| Delko \| + 11 s \| \| 8e \| Cyril Gautier \| France \| B&B Hotels p/b KTM \| + 11 s \| \| 9e \| Warren Barguil \| France \| Arkéa-Samsic \| + 11 s \| \| 10e \| Petr Vakoč \| Tchéquie \| Alpecin-Fenix \| + 11 s \| |                |                |                        |                 |
| |                |                |                        |                 |
| Source : ProCyclingStats |                |                |                        |                 |
| Classement général |                |                |                        |                 |
| Coureur | Coureur        | Pays           | Équipe                 | Temps           |
| 1er | Andrea Bagioli | Italie         | Deceuninck-Quick Step  | 4 h 23 min 18 s |
| 2e | Daryl Impey    | Afrique du Sud | Israel Start-Up Nation | + 11 s          |
| 3e | Mikkel Honoré  | Danemark       | Deceuninck-Quick Step  | + 11 s          |
| 4e | Julien Simon   | France         | Total Direct Énergie   | + 11 s          |
| 5e | Simon Clarke   | Australie      | Qhubeka Assos          | + 11 s          |
| 6e | Dorian Godon   | France         | AG2R Citroën Team      | + 11 s          |
| 7e | Biniam Girmay  | Érythrée       | Delko                  | + 11 s          |
| 8e | Cyril Gautier  | France         | B&B Hotels p/b KTM     | + 11 s          |
| 9e | Warren Barguil | France         | Arkéa-Samsic           | + 11 s          |
| 10e | Petr Vakoč     | Tchéquie       | Alpecin-Fenix          | + 11 s          |

### Autres classements
|   | Coureur        | Équipe                | Points |
| - | -------------- | --------------------- | ------ |
| 1 | Andrea Bagioli | Deceuninck-Quick Step | 13     |
| 2 | David Gaudu    | Groupama-FDJ          | 13     |
| 3 | Rémi Cavagna   | Deceuninck-Quick Step | 8      |
| 4 | Warren Barguil | Arkéa-Samsic          | 8      |
| 5 | Reto Müller    | Swiss Racing Academy  | 6      |

Dossard vert :
- Warren Barguil (Arkéa-Samsic)

## Liste des participants
| Qhubeka Assos TQA | Qhubeka Assos TQA     | Qhubeka Assos TQA |
| ----------------- | --------------------- | ----------------- |
| Num               | Coureur               | Pos               |
| 1                 | Simon Clarke (AUS)    | 5e                |
| 2                 | Fabio Aru (ITA)       | 32e               |
| 3                 | Connor Brown (NZL)    | AB                |
| 4                 | Kilian Frankiny (SUI) | 46e               |
| 5                 | Robert Power (AUS)    | 74e               |
| 6                 | Mauro Schmid (SUI)    | 86e               |
| 7                 | Karel Vacek (CZE)     | AB                |

| AG2R Citroën Team ACT | AG2R Citroën Team ACT        | AG2R Citroën Team ACT |
| --------------------- | ---------------------------- | --------------------- |
| Num                   | Coureur                      | Pos                   |
| 11                    | Aurélien Paret-Peintre (FRA) | 13e                   |
| 12                    | Clément Champoussin (FRA)    | 31e                   |
| 13                    | Stan Dewulf (BEL)            | 41e                   |
| 14                    | Ben Gastauer (LUX)           | 54e                   |
| 15                    | Dorian Godon (FRA)           | 6e                    |
| 16                    | Clément Venturini (FRA)      | 11e                   |
| 17                    | Nans Peters (FRA)            | 22e                   |

| Groupama-FDJ GFC | Groupama-FDJ GFC            | Groupama-FDJ GFC |
| ---------------- | --------------------------- | ---------------- |
| Num              | Coureur                     | Pos              |
| 21               | David Gaudu (FRA)           | 20e              |
| 22               | Romain Seigle (FRA)         | 115e             |
| 23               | Bruno Armirail (FRA)        | 99e              |
| 24               | Simon Guglielmi (FRA)       | 65e              |
| 25               | Sébastien Reichenbach (SUI) | 107e             |
| 26               | Lars van den Berg (NED)     | 94e              |
| 27               | Ignatas Konovalovas (LTU)   | 109e             |

| Cofidis COF | Cofidis COF               | Cofidis COF |
| ----------- | ------------------------- | ----------- |
| Num         | Coureur                   | Pos         |
| 31          | Guillaume Martin (FRA)    | 18e         |
| 32          | Fernando Barceló (ESP)    | 75e         |
| 33          | Thomas Champion (FRA)     | 90e         |
| 34          | Simon Geschke (GER)       | 14e         |
| 35          | Jesús Herrada (ESP)       | 28e         |
| 36          | Nicolas Edet (FRA)        | 66e         |
| 37          | Pierre-Luc Périchon (FRA) | 69e         |

| Intermarché-Wanty-Gobert Matériaux IWG | Intermarché-Wanty-Gobert Matériaux IWG | Intermarché-Wanty-Gobert Matériaux IWG |
| -------------------------------------- | -------------------------------------- | -------------------------------------- |
| Num                                    | Coureur                                | Pos                                    |
| 41                                     | Jan Bakelants (BEL)                    | 15e                                    |
| 42                                     | Jérémy Bellicaud (FRA)                 | 85e                                    |
| 43                                     | Théo Delacroix (FRA)                   | 123e                                   |
| 44                                     | Odd Christian Eiking (NOR)             | 21e                                    |
| 45                                     | Maurits Lammertink (NED)               | 57e                                    |
| 46                                     | Lorenzo Rota (ITA)                     | 12e                                    |

| EF Education-Nippo EFN | EF Education-Nippo EFN    | EF Education-Nippo EFN |
| ---------------------- | ------------------------- | ---------------------- |
| Num                    | Coureur                   | Pos                    |
| 51                     | Alberto Bettiol (ITA)     | AB                     |
| 52                     | Magnus Cort Nielsen (DEN) | 62e                    |
| 53                     | Fumiyuki Beppu (JPN)      | AB                     |
| 54                     | Simon Carr (GBR)          | 27e                    |
| 55                     | Hugh Carthy (GBR)         | 43e                    |
| 56                     | Julien El Fares (FRA)     | 83e                    |
| 57                     | Hideto Nakane (JPN)       | AB                     |

| Trek-Segafredo TFS | Trek-Segafredo TFS   | Trek-Segafredo TFS |
| ------------------ | -------------------- | ------------------ |
| Num                | Coureur              | Pos                |
| 61                 | Jacopo Mosca (ITA)   | 45e                |
| 62                 | Julien Bernard (FRA) | 100e               |
| 63                 | Michel Ries (LUX)    | 91e                |
| 64                 | Quinn Simmons (USA)  | 16e                |
| 65                 | Nicola Conci (ITA)   | 33e                |
| 66                 | Alexander Kamp (DEN) | 92e                |
| 67                 | Antonio Nibali (ITA) | AB                 |

| Israel Start-Up Nation ISN | Israel Start-Up Nation ISN | Israel Start-Up Nation ISN |
| -------------------------- | -------------------------- | -------------------------- |
| Num                        | Coureur                    | Pos                        |
| 71                         | Guy Niv (ISR)              | AB                         |
| 72                         | Alessandro De Marchi (ITA) | 35e                        |
| 73                         | Daryl Impey (RSA)          | 2e                         |
| 74                         | Davide Cimolai (ITA)       | 120e                       |
| 75                         | Alexander Cataford (CAN)   | 76e                        |
| 76                         | Carl Fredrik Hagen (NOR)   | 64e                        |
| 77                         | James Piccoli (CAN)        | 71e                        |

| Deceuninck-Quick Step DQT | Deceuninck-Quick Step DQT | Deceuninck-Quick Step DQT |
| ------------------------- | ------------------------- | ------------------------- |
| Num                       | Coureur                   | Pos                       |
| 81                        | Rémi Cavagna (FRA)        | 44e                       |
| 82                        | Pieter Serry (BEL)        | 17e                       |
| 83                        | Josef Černý (CZE)         | 96e                       |
| 84                        | Dries Devenyns (BEL)      | 37e                       |
| 85                        | Mikkel Honoré (DEN)       | 3e                        |
| 86                        | James Knox (GBR)          | 34e                       |
| 87                        | Andrea Bagioli (ITA)      | 1er                       |

| Astana-Premier Tech APT | Astana-Premier Tech APT            | Astana-Premier Tech APT |
| ----------------------- | ---------------------------------- | ----------------------- |
| Num                     | Coureur                            | Pos                     |
| 91                      | Jakob Fuglsang (DEN)               | 36e                     |
| 92                      | Omar Fraile (ESP)                  | 42e                     |
| 93                      | Ion Izagirre (ESP)                 | 30e                     |
| 94                      | Hugo Houle (CAN)                   | 67e                     |
| 95                      | Aleksandr Vlasov (RUS)             | 19e                     |
| 96                      | Vadim Pronskiy (KAZ)               | 58e                     |
| 97                      | Óscar Rodríguez Garaicoechea (ESP) | 59e                     |

| UAE Team Emirates UAD | UAE Team Emirates UAD       | UAE Team Emirates UAD |
| --------------------- | --------------------------- | --------------------- |
| Num                   | Coureur                     | Pos                   |
| 101                   | Rui Costa (POR)             | 49e                   |
| 102                   | Valerio Conti (ITA)         | AB                    |
| 103                   | Alessandro Covi (ITA)       | 78e                   |
| 104                   | Ivo Oliveira (POR)          | 117e                  |
| 105                   | Rui Oliveira (POR)          | 124e                  |
| 106                   | Cristian Muñoz (COL)        | AB                    |
| 107                   | Aleksandr Riabushenko (BLR) | 98e                   |

| Total Direct Énergie TDE | Total Direct Énergie TDE | Total Direct Énergie TDE |
| ------------------------ | ------------------------ | ------------------------ |
| Num                      | Coureur                  | Pos                      |
| 111                      | Leonardo Bonifazio (ITA) | 125e                     |
| 112                      | Jérémy Cabot (FRA)       | 93e                      |
| 113                      | Julien Simon (FRA)       | 4e                       |
| 114                      | Alexandre Geniez (FRA)   | 101e                     |
| 115                      | Fabien Doubey (FRA)      | 63e                      |
| 116                      | Paul Ourselin (FRA)      | 118e                     |
| 117                      | Alexis Vuillermoz (FRA)  | 40e                      |

| B&B Hotels p/b KTM BBK | B&B Hotels p/b KTM BBK | B&B Hotels p/b KTM BBK |
| ---------------------- | ---------------------- | ---------------------- |
| Num                    | Coureur                | Pos                    |
| 121                    | Kévin Réza (FRA)       | 55e                    |
| 122                    | Thibault Ferasse (FRA) | 47e                    |
| 123                    | Franck Bonnamour (FRA) | AB                     |
| 124                    | Cyril Gautier (FRA)    | 8e                     |
| 125                    | Jonathan Hivert (FRA)  | 97e                    |
| 126                    | Nicola Bagioli (ITA)   | 104e                   |
| 127                    | Maxime Cam (FRA)       | 87e                    |

| Delko DKO | Delko DKO                | Delko DKO |
| --------- | ------------------------ | --------- |
| Num       | Coureur                  | Pos       |
| 131       | Alessandro Fedeli (ITA)  | NP        |
| 132       | Alexandre Delettre (FRA) | 89e       |
| 133       | Lucas De Rossi (FRA)     | 119e      |
| 134       | Biniam Girmay (ERI)      | 7e        |
| 135       | Delio Fernández (ESP)    | 108e      |
| 136       | Clément Berthet (FRA)    | 23e       |
| 137       | José Manuel Díaz (ESP)   | 24e       |

| Arkéa-Samsic ARK | Arkéa-Samsic ARK         | Arkéa-Samsic ARK |
| ---------------- | ------------------------ | ---------------- |
| Num              | Coureur                  | Pos              |
| 141              | Warren Barguil (FRA)     | 9e               |
| 142              | Maxime Bouet (FRA)       | 39e              |
| 143              | Anthony Delaplace (FRA)  | 26e              |
| 144              | Nacer Bouhanni (FRA)     | 56e              |
| 145              | Thibault Guernalec (FRA) | 80e              |
| 146              | Laurent Pichon (FRA)     | 84e              |
| 147              | Kévin Ledanois (FRA)     | 88e              |

| Bingoal-WB BWB | Bingoal-WB BWB           | Bingoal-WB BWB |
| -------------- | ------------------------ | -------------- |
| Num            | Coureur                  | Pos            |
| 151            | Laurens Huys (BEL)       | 68e            |
| 152            | Rémy Mertz (BEL)         | 81e            |
| 153            | Kenny Molly (BEL)        | 50e            |
| 154            | Mathijs Paasschens (NED) | 106e           |
| 155            | Jelle Vanendert (BEL)    | 29e            |
| 156            | Quentin Venner (BEL)     | 95e            |
| 157            | Luc Wirtgen (LUX)        | 52e            |

| Caja Rural-Seguros RGA CJR | Caja Rural-Seguros RGA CJR | Caja Rural-Seguros RGA CJR |
| -------------------------- | -------------------------- | -------------------------- |
| Num                        | Coureur                    | Pos                        |
| 161                        | Jonathan Lastra (ESP)      | 25e                        |
| 162                        | Orluis Aular (VEN)         | AB                         |
| 163                        | Jon Barrenetxea (ESP)      | 102e                       |
| 164                        | Álvaro Cuadros (ESP)       | AB                         |
| 165                        | Jon Irisarri (ESP)         | 82e                        |
| 166                        | Sergio Román Martín (ESP)  | AB                         |
| 167                        | Jokin Murguialday (ESP)    | 51e                        |

| Alpecin-Fenix AFC | Alpecin-Fenix AFC       | Alpecin-Fenix AFC |
| ----------------- | ----------------------- | ----------------- |
| Num               | Coureur                 | Pos               |
| 171               | Petr Vakoč (CZE)        | 10e               |
| 172               | Tobias Bayer (AUT)      | 72e               |
| 173               | Louis Vervaeke (BEL)    | 38e               |
| 174               | Jimmy Janssens (BEL)    | 70e               |
| 175               | Philipp Walsleben (GER) | AB                |
| 176               | Ben Tulett (GBR)        | 48e               |
| 177               | Kristian Sbaragli (ITA) | 113e              |

| Xelliss-Roubaix Lille Métropole XRL | Xelliss-Roubaix Lille Métropole XRL | Xelliss-Roubaix Lille Métropole XRL |
| ----------------------------------- | ----------------------------------- | ----------------------------------- |
| Num                                 | Coureur                             | Pos                                 |
| 181                                 | Julien Antomarchi (FRA)             | AB                                  |
| 182                                 | Ivan Centrone (LUX)                 | AB                                  |
| 183                                 | Mathias De Witte (BEL)              | 53e                                 |
| 184                                 | Samuel Leroux (FRA)                 | 105e                                |
| 185                                 | Maxime Urruty (FRA)                 | 116e                                |
| 186                                 | Jérémy Leveau (FRA)                 | 73e                                 |
| 187                                 | Dylan Kowalski (FRA)                | 79e                                 |

| Swiss Racing Academy SRA | Swiss Racing Academy SRA | Swiss Racing Academy SRA |
| ------------------------ | ------------------------ | ------------------------ |
| Num                      | Coureur                  | Pos                      |
| 191                      | Matthias Reutimann (SUI) | 111e                     |
| 192                      | Stuart Balfour (GBR)     | 112e                     |
| 193                      | Aloïs Charrin (FRA)      | 60e                      |
| 194                      | Damian Lüscher (SUI)     | 110e                     |
| 195                      | Cyrille Thièry (SUI)     | 121e                     |
| 196                      | Reto Müller (SUI)        | 103e                     |
| 197                      | Yannis Voisard (SUI)     | 77e                      |

| Saint Michel-Auber 93 AUB | Saint Michel-Auber 93 AUB | Saint Michel-Auber 93 AUB |
| ------------------------- | ------------------------- | ------------------------- |
| Num                       | Coureur                   | Pos                       |
| 201                       | Jason Tesson (FRA)        | AB                        |
| 202                       | Tony Hurel (FRA)          | AB                        |
| 203                       | Louis Louvet (FRA)        | 122e                      |
| 204                       | Anthony Maldonado (FRA)   | 114e                      |
| 205                       | Yoann Paillot (FRA)       | 61e                       |

| Qhubeka Assos TQA | Qhubeka Assos TQA     | Qhubeka Assos TQA |
| ----------------- | --------------------- | ----------------- |
| Num               | Coureur               | Pos               |
| 1                 | Simon Clarke (AUS)    | 5e                |
| 2                 | Fabio Aru (ITA)       | 32e               |
| 3                 | Connor Brown (NZL)    | AB                |
| 4                 | Kilian Frankiny (SUI) | 46e               |
| 5                 | Robert Power (AUS)    | 74e               |
| 6                 | Mauro Schmid (SUI)    | 86e               |
| 7                 | Karel Vacek (CZE)     | AB                |

| AG2R Citroën Team ACT | AG2R Citroën Team ACT        | AG2R Citroën Team ACT |
| --------------------- | ---------------------------- | --------------------- |
| Num                   | Coureur                      | Pos                   |
| 11                    | Aurélien Paret-Peintre (FRA) | 13e                   |
| 12                    | Clément Champoussin (FRA)    | 31e                   |
| 13                    | Stan Dewulf (BEL)            | 41e                   |
| 14                    | Ben Gastauer (LUX)           | 54e                   |
| 15                    | Dorian Godon (FRA)           | 6e                    |
| 16                    | Clément Venturini (FRA)      | 11e                   |
| 17                    | Nans Peters (FRA)            | 22e                   |

| Groupama-FDJ GFC | Groupama-FDJ GFC            | Groupama-FDJ GFC |
| ---------------- | --------------------------- | ---------------- |
| Num              | Coureur                     | Pos              |
| 21               | David Gaudu (FRA)           | 20e              |
| 22               | Romain Seigle (FRA)         | 115e             |
| 23               | Bruno Armirail (FRA)        | 99e              |
| 24               | Simon Guglielmi (FRA)       | 65e              |
| 25               | Sébastien Reichenbach (SUI) | 107e             |
| 26               | Lars van den Berg (NED)     | 94e              |
| 27               | Ignatas Konovalovas (LTU)   | 109e             |

| Cofidis COF | Cofidis COF               | Cofidis COF |
| ----------- | ------------------------- | ----------- |
| Num         | Coureur                   | Pos         |
| 31          | Guillaume Martin (FRA)    | 18e         |
| 32          | Fernando Barceló (ESP)    | 75e         |
| 33          | Thomas Champion (FRA)     | 90e         |
| 34          | Simon Geschke (GER)       | 14e         |
| 35          | Jesús Herrada (ESP)       | 28e         |
| 36          | Nicolas Edet (FRA)        | 66e         |
| 37          | Pierre-Luc Périchon (FRA) | 69e         |

| Intermarché-Wanty-Gobert Matériaux IWG | Intermarché-Wanty-Gobert Matériaux IWG | Intermarché-Wanty-Gobert Matériaux IWG |
| -------------------------------------- | -------------------------------------- | -------------------------------------- |
| Num                                    | Coureur                                | Pos                                    |
| 41                                     | Jan Bakelants (BEL)                    | 15e                                    |
| 42                                     | Jérémy Bellicaud (FRA)                 | 85e                                    |
| 43                                     | Théo Delacroix (FRA)                   | 123e                                   |
| 44                                     | Odd Christian Eiking (NOR)             | 21e                                    |
| 45                                     | Maurits Lammertink (NED)               | 57e                                    |
| 46                                     | Lorenzo Rota (ITA)                     | 12e                                    |

| EF Education-Nippo EFN | EF Education-Nippo EFN    | EF Education-Nippo EFN |
| ---------------------- | ------------------------- | ---------------------- |
| Num                    | Coureur                   | Pos                    |
| 51                     | Alberto Bettiol (ITA)     | AB                     |
| 52                     | Magnus Cort Nielsen (DEN) | 62e                    |
| 53                     | Fumiyuki Beppu (JPN)      | AB                     |
| 54                     | Simon Carr (GBR)          | 27e                    |
| 55                     | Hugh Carthy (GBR)         | 43e                    |
| 56                     | Julien El Fares (FRA)     | 83e                    |
| 57                     | Hideto Nakane (JPN)       | AB                     |

| Trek-Segafredo TFS | Trek-Segafredo TFS   | Trek-Segafredo TFS |
| ------------------ | -------------------- | ------------------ |
| Num                | Coureur              | Pos                |
| 61                 | Jacopo Mosca (ITA)   | 45e                |
| 62                 | Julien Bernard (FRA) | 100e               |
| 63                 | Michel Ries (LUX)    | 91e                |
| 64                 | Quinn Simmons (USA)  | 16e                |
| 65                 | Nicola Conci (ITA)   | 33e                |
| 66                 | Alexander Kamp (DEN) | 92e                |
| 67                 | Antonio Nibali (ITA) | AB                 |

| Israel Start-Up Nation ISN | Israel Start-Up Nation ISN | Israel Start-Up Nation ISN |
| -------------------------- | -------------------------- | -------------------------- |
| Num                        | Coureur                    | Pos                        |
| 71                         | Guy Niv (ISR)              | AB                         |
| 72                         | Alessandro De Marchi (ITA) | 35e                        |
| 73                         | Daryl Impey (RSA)          | 2e                         |
| 74                         | Davide Cimolai (ITA)       | 120e                       |
| 75                         | Alexander Cataford (CAN)   | 76e                        |
| 76                         | Carl Fredrik Hagen (NOR)   | 64e                        |
| 77                         | James Piccoli (CAN)        | 71e                        |

| Deceuninck-Quick Step DQT | Deceuninck-Quick Step DQT | Deceuninck-Quick Step DQT |
| ------------------------- | ------------------------- | ------------------------- |
| Num                       | Coureur                   | Pos                       |
| 81                        | Rémi Cavagna (FRA)        | 44e                       |
| 82                        | Pieter Serry (BEL)        | 17e                       |
| 83                        | Josef Černý (CZE)         | 96e                       |
| 84                        | Dries Devenyns (BEL)      | 37e                       |
| 85                        | Mikkel Honoré (DEN)       | 3e                        |
| 86                        | James Knox (GBR)          | 34e                       |
| 87                        | Andrea Bagioli (ITA)      | 1er                       |

| Astana-Premier Tech APT | Astana-Premier Tech APT            | Astana-Premier Tech APT |
| ----------------------- | ---------------------------------- | ----------------------- |
| Num                     | Coureur                            | Pos                     |
| 91                      | Jakob Fuglsang (DEN)               | 36e                     |
| 92                      | Omar Fraile (ESP)                  | 42e                     |
| 93                      | Ion Izagirre (ESP)                 | 30e                     |
| 94                      | Hugo Houle (CAN)                   | 67e                     |
| 95                      | Aleksandr Vlasov (RUS)             | 19e                     |
| 96                      | Vadim Pronskiy (KAZ)               | 58e                     |
| 97                      | Óscar Rodríguez Garaicoechea (ESP) | 59e                     |

| UAE Team Emirates UAD | UAE Team Emirates UAD       | UAE Team Emirates UAD |
| --------------------- | --------------------------- | --------------------- |
| Num                   | Coureur                     | Pos                   |
| 101                   | Rui Costa (POR)             | 49e                   |
| 102                   | Valerio Conti (ITA)         | AB                    |
| 103                   | Alessandro Covi (ITA)       | 78e                   |
| 104                   | Ivo Oliveira (POR)          | 117e                  |
| 105                   | Rui Oliveira (POR)          | 124e                  |
| 106                   | Cristian Muñoz (COL)        | AB                    |
| 107                   | Aleksandr Riabushenko (BLR) | 98e                   |

| Total Direct Énergie TDE | Total Direct Énergie TDE | Total Direct Énergie TDE |
| ------------------------ | ------------------------ | ------------------------ |
| Num                      | Coureur                  | Pos                      |
| 111                      | Leonardo Bonifazio (ITA) | 125e                     |
| 112                      | Jérémy Cabot (FRA)       | 93e                      |
| 113                      | Julien Simon (FRA)       | 4e                       |
| 114                      | Alexandre Geniez (FRA)   | 101e                     |
| 115                      | Fabien Doubey (FRA)      | 63e                      |
| 116                      | Paul Ourselin (FRA)      | 118e                     |
| 117                      | Alexis Vuillermoz (FRA)  | 40e                      |

| B&B Hotels p/b KTM BBK | B&B Hotels p/b KTM BBK | B&B Hotels p/b KTM BBK |
| ---------------------- | ---------------------- | ---------------------- |
| Num                    | Coureur                | Pos                    |
| 121                    | Kévin Réza (FRA)       | 55e                    |
| 122                    | Thibault Ferasse (FRA) | 47e                    |
| 123                    | Franck Bonnamour (FRA) | AB                     |
| 124                    | Cyril Gautier (FRA)    | 8e                     |
| 125                    | Jonathan Hivert (FRA)  | 97e                    |
| 126                    | Nicola Bagioli (ITA)   | 104e                   |
| 127                    | Maxime Cam (FRA)       | 87e                    |

| Delko DKO | Delko DKO                | Delko DKO |
| --------- | ------------------------ | --------- |
| Num       | Coureur                  | Pos       |
| 131       | Alessandro Fedeli (ITA)  | NP        |
| 132       | Alexandre Delettre (FRA) | 89e       |
| 133       | Lucas De Rossi (FRA)     | 119e      |
| 134       | Biniam Girmay (ERI)      | 7e        |
| 135       | Delio Fernández (ESP)    | 108e      |
| 136       | Clément Berthet (FRA)    | 23e       |
| 137       | José Manuel Díaz (ESP)   | 24e       |

| Arkéa-Samsic ARK | Arkéa-Samsic ARK         | Arkéa-Samsic ARK |
| ---------------- | ------------------------ | ---------------- |
| Num              | Coureur                  | Pos              |
| 141              | Warren Barguil (FRA)     | 9e               |
| 142              | Maxime Bouet (FRA)       | 39e              |
| 143              | Anthony Delaplace (FRA)  | 26e              |
| 144              | Nacer Bouhanni (FRA)     | 56e              |
| 145              | Thibault Guernalec (FRA) | 80e              |
| 146              | Laurent Pichon (FRA)     | 84e              |
| 147              | Kévin Ledanois (FRA)     | 88e              |

| Bingoal-WB BWB | Bingoal-WB BWB           | Bingoal-WB BWB |
| -------------- | ------------------------ | -------------- |
| Num            | Coureur                  | Pos            |
| 151            | Laurens Huys (BEL)       | 68e            |
| 152            | Rémy Mertz (BEL)         | 81e            |
| 153            | Kenny Molly (BEL)        | 50e            |
| 154            | Mathijs Paasschens (NED) | 106e           |
| 155            | Jelle Vanendert (BEL)    | 29e            |
| 156            | Quentin Venner (BEL)     | 95e            |
| 157            | Luc Wirtgen (LUX)        | 52e            |

| Caja Rural-Seguros RGA CJR | Caja Rural-Seguros RGA CJR | Caja Rural-Seguros RGA CJR |
| -------------------------- | -------------------------- | -------------------------- |
| Num                        | Coureur                    | Pos                        |
| 161                        | Jonathan Lastra (ESP)      | 25e                        |
| 162                        | Orluis Aular (VEN)         | AB                         |
| 163                        | Jon Barrenetxea (ESP)      | 102e                       |
| 164                        | Álvaro Cuadros (ESP)       | AB                         |
| 165                        | Jon Irisarri (ESP)         | 82e                        |
| 166                        | Sergio Román Martín (ESP)  | AB                         |
| 167                        | Jokin Murguialday (ESP)    | 51e                        |

| Alpecin-Fenix AFC | Alpecin-Fenix AFC       | Alpecin-Fenix AFC |
| ----------------- | ----------------------- | ----------------- |
| Num               | Coureur                 | Pos               |
| 171               | Petr Vakoč (CZE)        | 10e               |
| 172               | Tobias Bayer (AUT)      | 72e               |
| 173               | Louis Vervaeke (BEL)    | 38e               |
| 174               | Jimmy Janssens (BEL)    | 70e               |
| 175               | Philipp Walsleben (GER) | AB                |
| 176               | Ben Tulett (GBR)        | 48e               |
| 177               | Kristian Sbaragli (ITA) | 113e              |

| Xelliss-Roubaix Lille Métropole XRL | Xelliss-Roubaix Lille Métropole XRL | Xelliss-Roubaix Lille Métropole XRL |
| ----------------------------------- | ----------------------------------- | ----------------------------------- |
| Num                                 | Coureur                             | Pos                                 |
| 181                                 | Julien Antomarchi (FRA)             | AB                                  |
| 182                                 | Ivan Centrone (LUX)                 | AB                                  |
| 183                                 | Mathias De Witte (BEL)              | 53e                                 |
| 184                                 | Samuel Leroux (FRA)                 | 105e                                |
| 185                                 | Maxime Urruty (FRA)                 | 116e                                |
| 186                                 | Jérémy Leveau (FRA)                 | 73e                                 |
| 187                                 | Dylan Kowalski (FRA)                | 79e                                 |

| Swiss Racing Academy SRA | Swiss Racing Academy SRA | Swiss Racing Academy SRA |
| ------------------------ | ------------------------ | ------------------------ |
| Num                      | Coureur                  | Pos                      |
| 191                      | Matthias Reutimann (SUI) | 111e                     |
| 192                      | Stuart Balfour (GBR)     | 112e                     |
| 193                      | Aloïs Charrin (FRA)      | 60e                      |
| 194                      | Damian Lüscher (SUI)     | 110e                     |
| 195                      | Cyrille Thièry (SUI)     | 121e                     |
| 196                      | Reto Müller (SUI)        | 103e                     |
| 197                      | Yannis Voisard (SUI)     | 77e                      |

| Saint Michel-Auber 93 AUB | Saint Michel-Auber 93 AUB | Saint Michel-Auber 93 AUB |
| ------------------------- | ------------------------- | ------------------------- |
| Num                       | Coureur                   | Pos                       |
| 201                       | Jason Tesson (FRA)        | AB                        |
| 202                       | Tony Hurel (FRA)          | AB                        |
| 203                       | Louis Louvet (FRA)        | 122e                      |
| 204                       | Anthony Maldonado (FRA)   | 114e                      |
| 205                       | Yoann Paillot (FRA)       | 61e                       |

### Classements UCI
La course attribue des points au Classement mondial UCI 2021 selon le barème suivant.
| Position   | 1er | 2e  | 3e  | 4e  | 5e | 6e | 7e | 8e | 9e | 10e | 11e | 12e | 13e | 14e | 15e | 16e à 30e | 31e à 40e |
| Classement | 200 | 150 | 125 | 100 | 85 | 70 | 60 | 50 | 40 | 35  | 30  | 25  | 20  | 15  | 10  | 5         | 3         |